# Retrosyntetisk analyse
Retrosyntetisk analyse er en teknik, der bruges inden for organisk kemi til at løse problemer i forbindelse med planlægning af organisk syntese. Dette opnås ved at omdanne det molekyle, som er syntesens mål, til simplere molekyler (precursor) uden hensynstagen til potentiel reaktivitet/interaktion med reaktanter. Hver precursor-materiale blilver undersøgt ved brug af samme metode, som bliver gentaget indtil man når frem til simple eller kommercielt tilgængelige kemiske forbindelser. E.J. Corey formaliserede konceptet i sin bog The Logic of Chemical Synthesis (1995).
Styrken ved retrosyntetisk analyse er bliver tydelig ved design af en syntese. Målet med retrosyntetisk analyse er at simplificere strukturen. Ofte vil en syntese have mere end én syntetisk rute. Retrosyntese er godt til at finde alternative syntetiske ruter og sammenligne dem på en logisk og ligefrem måde. Under analysen kan man sammenligne hvert stadie med en database for at afgøre om en komponent allerede findes i litteraturen, og om det er kommercielt tilgængelig, eller der allerede findes en måde at fremstille stoffet på, hvorved analysen er tilendebragt.
Corey modtog nobelprisen i kemi i 1990 for sit arbejde med retrosyntetisk analyse.